# Liste der Vizekönige Neugranadas
Dies ist eine Liste der Vizekönige, die über das Vizekönigreich Neugranada regiert haben. Bis 1718 war Neugranada Bestandteil des Vizekönigreichs Peru; der Vizekönig wurde durch örtliche Gouverneure vertreten.

## DasVirreinato de Santa Fé del Nuevo Reino de Granada
| Herrschaft  | Name                                   |
| ----------- | -------------------------------------- |
| 1718 – 1719 | Antonio de la Pedrosa y Guerrero       |
| 1719 – 1723 | Jorge de Villalonga, Conde de la Cueva |

Zwischen 1724 und 1739 war Neugranada wieder dem Vizekönigreich Peru zugeordnet.

## DasVirreinato de Nueva Granada
| Herrschaft                                                  | Name |
| ----------------------------------------------------------- | --- |
| 1740 – 1749                                                 | Sebastián de Eslava y Lazaga                                                                                   |
| 1749 – 1753                                                 | José Alfonso Pizarro, Marqués del Villar                                                                       |
| 1753 – 1761                                                 | José Solís Folch de Cardona                                                                                    |
| 1761 – 1772                                                 | Pedro Messía de la Cerda, Marqués de la Vega de Armijo                                                         |
| 1773 – 1776                                                 | Manuel de Guirior                                                                                              |
| 1776 – 1782                                                 | Manuel Antonio Flórez                                                                                          |
| 1782                                                        | Juan de Torrezar Díaz y Pimienta (interimistisch)                                                              |
| 1782 – 1788                                                 | Antonio Caballero y Góngora, Erzbischof von Bogotá                                                             |
| 1788 – 1789                                                 | Francisco Gil de Taboada y Lemos                                                                               |
| 1789 – 1797                                                 | José de Ezpeleta                                                                                               |
| 1797 – 1803                                                 | Pedro Mendinueta y Múzquiz                                                                                     |
| 1809: Beginn des Unabhängigkeitskrieges                     | |
| 1803 – 1810                                                 | Antonio Amar y Borbón                                                                                          |
| 1810                                                        | Francisco Javier Venegas, ernannt als Vizekönig, ohne das Amt auszuüben                                        |
| 1811: Gründung der Provincias Federales de la Nueva Granada | |
| 1811 – 1812                                                 | Juntas de Gobierno des exilierten spanischen Königs Ferdinand VII. in Gegnerschaft zu Napoléon Bonaparte       |
| 1812: Gründung der Provincias Unidas de la Nueva Granada    | |
| 1810 – 1813                                                 | Benito Pérez Brito                                                                                             |
| 1813 – 1818                                                 | Francisco Montalvo y Ambulodi, 1813–1816 als Gouverneur und Generalkapitän, ab 1816 auch formell als Vizekönig |
| 1818 – 1819                                                 | Juan de Sámano                                                                                                 |
| 1819 – 1821                                                 | Juan de la Cruz Mourgeon y Achet (Generalkapitän)                                                              |